# 纽伦堡原则
纽伦堡原则是确定哪些行为构成战争罪的一系列指导性原则。此文件由联合国国际法委员会制定，将二战后针对纳粹党成员的纽伦堡审判所依据的法律原则编撰为法典。

## 纽伦堡原则

### 原则一
原则一规定：“从事构成违反国际法的犯罪行为的人承担个人责任，并因而应受惩罚。”

### 原则二
原则二规定：“国内法不处罚违犯国际法的罪行的事实，不能作为实施该行为的人免除国际法责任的理由。”

### 原则三
原则三规定：“以国家元首或负有责任的政府官员身份行事，实施了违反国际法的犯罪行为的人，其官方地位不能作为免除国际法责任的理由。
法務實踐的具體案例如；2001年6月，前南斯拉夫问题国际刑事法庭拘捕在克羅埃西亞、波士尼亞及科索沃共犯66項戰爭罪行的南斯拉夫總統斯洛博丹·米洛舍维奇，其於2006年3月審判監中暴斃；2023年3月17日，国际刑事法院亦以戰罪與綁架烏克蘭兒童出境罪行對俄羅斯聯邦總統弗拉基米尔·普京和兒童權利專員玛丽亚·利沃娃-别洛娃發出國際拘捕令。

### 原则四
原则四规定：“依据政府或其上级命令行事的人，假如他能够进行道德选择的话，不能免除其国际法上的责任。”
这一原则也可阐释为：“‘我只是服从上级命令’并不是正当理由。”
在纽伦堡审判之前，这个借口常被称为“奉上级命令”。在引人注目的纽伦堡审判高调开庭之后，许多人将此称为“纽伦堡抗辯”。最近，第三种说法“合法命令”常常被一些人提到。目前，这三个词都在使用，它们的意思根据使用语境不同会有细微差别。
纽伦堡原则四在法律层面得到了能够在《世界人权宣言》某些条款中找到的法理学依据的支持，该宣言间接提到过“良心反抗”。纽伦堡原则四还得到了联合国难民事务高级专员公署颁布的《联合国审定难民身分程序及准则手册》第171条所述原则的支持。第171条所述原则说明了，良心反抗者如果因拒绝参与非法战争而在本国面临迫害，他们在这种情况下可向他国申请难民身份。

### 原则五
原则五规定：“被控有违反国际法罪行的人有权在事实和法律上得到公平的审判。”
與各國刑事法規多明訂追訴期限不同的是，國際法相關罪行並無法定時效限制，亦不受各國國內法程序和實質內容的拘束。在實務實踐上亦有昔日納粹官兵或集中營守衛與會計員等人因其業務相關，而有數十年後仍以百歳高齡受審判刑者。

### 原则六
原则六规定：
“违反国际法应受处罚的罪行是：
（一） 危害和平罪
计划、准备、发起或进行侵略战争或破坏国际条约、协定或承诺的战争；
参与共同策划或协从实施上述第1项所述任何一项行为的。
（二） 战争罪
违反战争法规或习惯，出于某种目的或在占领区内，实施包括但不限于谋杀、虐待或奴役平民居民，谋杀、虐待战俘，谋杀、虐待海上人员，杀害人质，劫掠公私财产，肆意摧毁城市、集镇、乡村，或无军事之必要而以非正义方式进行破坏。
（三） 反人道罪
对任何平民居民进行谋杀、生物实验、放逐和其他非人道行为，或基于政治、种族、宗教背景的迫害，而此类行为已实施或此类迫害已执行或此类行为与任何反和平罪或任何战争犯罪相关联的。”

### 原则七
原则七规定：“共谋犯下原则六所述的反和平罪、战争罪或反人道罪是国际法上的罪行。”

## 约束力
在1945年6月26日《联合国宪章》签署前不久，参与起草宪章的多国政府反对赋予联合国立法权来制定具有约束力的国际法。作为必然结果，他们也拒绝了以下提议：赋予联合国大会以多数票决制的方式要求各国遵守某些一般性公约的权利。尽管如此，在赋予联合国大会更有限的研究和推荐权方面，各方则大力支持，并最终通过了《联合国宪章》第4章第13条。该条款规定联合国大会有义务发起研究并提出建议来鼓励不断发展国际法及相关法典。根据这一有限职责，联合国机构制定了纽伦堡原则。
与条约法不同，习惯国际法是不成文法。要证明某一规则属于习惯法，必须证明以下两点：它反映在国家实践中，而且国际社会认定这类实践是法律所要求的（例如，纽伦堡审判是“国际法”纽伦堡原则的“实践”；而且这一“实践”得到了国际社会的支持）。在这种情况下，“实践”是指正式的国家行为，因此包括各国的正式声明。某些国家可能采取与规则相悖的行为。如果这种相悖行为遭到其他国家的谴责，那么这一规则就被证实属于习惯法。（另见：国际法的来源）
1947年，联合国大会第一七七（二）条决议第一款要求国际法委员会“编订纽伦堡法庭组织法及法庭判决中所确认之国际法原理。”在考虑这个问题的过程中，出现的问题是委员会是否应确定纽伦堡法庭组织法和法庭判决中包含的原则在多大程度上构成国际法原则。得出的结论是既然纽伦堡原则得到了联合国大会的肯定，国际法委员会的任务不是表达对这些原则构成国际法原则的赞赏，而是制定原则。上述文本在委员会第二次会议上获得通过。委员会报告还包含了对原则的评论（参见国际法委员会年鉴，1950年，第二卷，第374-378页）。

## 纽伦堡原则得到支持或未得到支持的案例

### 1998年国际刑事法院罗马规约
对于纽伦堡原则四及其所指的个人责任，可以说“奉上级命令”可以作为国际刑事法院罗马规约对国际罪行的一种辩护。（1998年，罗马规约作为国际刑事法院的奠基性文件获得通过，国际刑事法院是为审判被控犯有严重国际罪行的个人而设立的。）第33条“上级命令和法律规定”指出：
(一) 某人奉政府命令或军职或文职上级命令行事而实施本法院管辖权内的犯罪的事实，并不免除该人的刑事责任，但下列情况除外：
- 1. 该人有服从有关政府或上级命令的法律义务；
- 2. 该人不知道命令为不法的；和
- 3. 命令的不法性不明显。

(二) 为了本条的目的，实施灭绝种族罪或危害人类罪的命令是明显不法的。
对这一条款有两种解释：
- 这一规定，特别是第1条第1款，虽然有效禁止了在起诉灭绝种族罪和危害人类罪时使用纽伦堡辩解，但在起诉战争罪时允许在相关标准得到满足的情况下将纽伦堡辩解当作一种保护措施。
- 然而，对国际刑事法院罗马规约第33条的解释仍有争议：例如，只有当“命令的不法性不明显”时，第33条第1款第3项才能为被告提供保护。如果我们认为纽伦堡原则四在这种情况下适用，那么这一“命令”可以被视为“不法”。如果是这样，那么被告就没有受到保护。在对纽伦堡原则是否具有约束力的讨论中，可以找到纽伦堡原则四是否适用这种情况的讨论。

### 加拿大
纽伦堡原则四及其所指的个人责任正是加拿大的欣茨曼控加拿大案中的争论点。杰里米·欣茨曼（Jeremy Hinzman）是一名美国陆军逃兵，在加拿大作为良心反抗者申请难民身份，他是众多抵制伊拉克战争的人之一。欣茨曼的律师杰弗里·豪斯（Jeffry House）此前曾提出伊拉克战争合法性问题对该案件至关重要。2006年3月31日加拿大联邦法庭公布了裁决结果，拒绝了难民身份请求。在裁决中，安妮·L·麦克塔维什（Anne L. Mactavish）法官提到个人责任问题：
“一个人必须处在决策者级别，才能够犯下反和平罪。一名普通步兵不应就冲突的合法性做出自己的个人评估。同样，假定个人在战争期间的行为没有其他不妥之处，个人就不能因参与不合法战争而承担刑责。”

2007年11月15日，由米歇尔·巴斯塔拉奇（Michel Bastarache）、罗莎莉·阿韦利亚（Rosalie Abella）和路易丝·沙朗（Louise Charron）三位法官组成的加拿大最高法院法官团拒绝了在最高法院受理此案的申请，但没有说明原因。